# フェアバンク郡区 (アイオワ州ブキャナン郡)
フェアバンク郡区は、アメリカ合衆国、アイオワ州、ブキャナン郡にある16の郡区の一つである。2000年の国勢調査で、人口は1774人だった。

## 地理
フェアバンク郡区は、94.2平方キロメートル（36.39平方マイル)で、Fairbankが含まれる。アメリカ地質調査所によると、この郡区はAmishとNorth AmishとUnionの3つの霊園が含まれる。